# مطار شندي
مطار شندي هو مطارٌ يخدم مدينة شندي في السودان. رمزه لدى منظمة الطيران المدني الدولي هو HSND.